# 琉璃工房

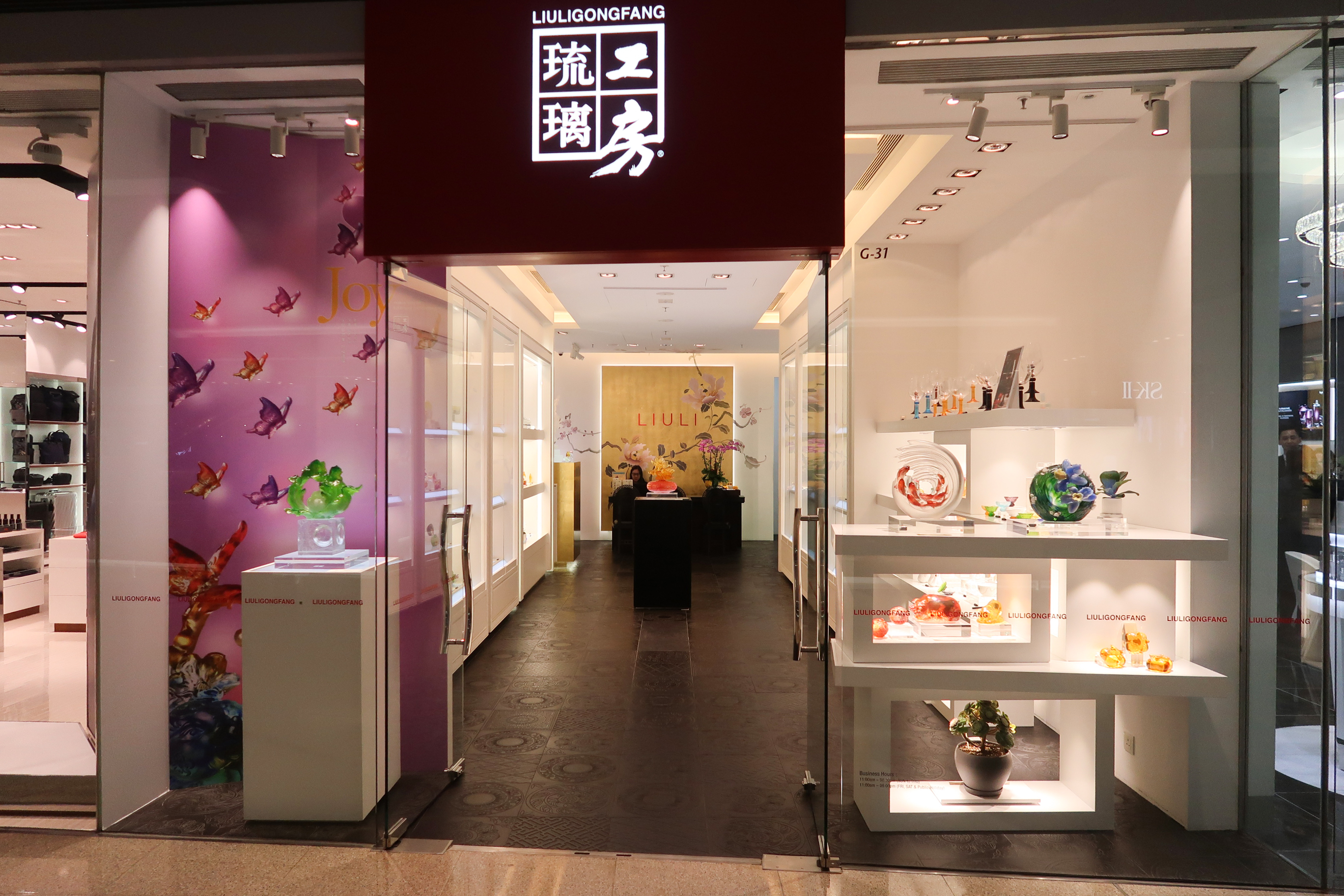
琉璃工房在香港又一城分店

琉璃工房，臺灣藝術與文化品牌，由楊惠姍、張毅、王俠軍等人於1987年創立，是亞洲第一所以「玻璃粉脫蠟鑄造」（Pate-de-verre）工法進行創作的當代琉璃藝術工作室。
該公司於臺灣臺北、中國大陸的上海、北京，以及美國舊金山等地設有辦公室。2011年，該公司聘用約1,100名員工。
琉璃工房曾於2011年獲選為「2011台灣百大企業品牌」。2024年，琉璃工房與永進木器廠合作，以鑄造後的餘料設計家具，實現循環再造概念。

## 外部連結
- 琉璃工房官網（中國大陸）、（臺灣）、（香港&澳門）、（新加坡）、（馬來西亞）、（美國） （页面存档备份，存于）
- 琉璃工房粉絲團的Facebook專頁